# (38098) 1999 JO13
1999 JO13 (asteroide 38098) é um asteroide da cintura principal. Possui uma excentricidade de 0.18313670 e uma inclinação de 5.04276º.
Este asteroide foi descoberto no dia 10 de maio de 1999 por LINEAR em Socorro.